# Fanny zu Reventlow
Fanny zu Reventlow, née le 18 mai 1871 à Husum (province du Schleswig-Holstein) et morte le 26 juillet 1918 à Locarno (Suisse), est une écrivaine, peintre et une traductrice allemande.
Elle est devenue célèbre en tant que « comtesse du scandale » ou « comtesse Schwabinger » à Munich et en tant qu'autrice du roman clé, Herrn Dames Aufzeichnungen  (les Carnets de Monsieur Dame) en 1913.
De son vivant, elle publie sous le nom de F. comtesse zu Reventlow. Aujourd'hui, elle est également connue sous le nom de Franziska comtesse zu Reventlow.

## Biographie

### Enfance
Fanny zu Reventlow est la cinquième de six enfants de l'administrateur de l'arrondissement d'Husum (de) Ludwig von Reventlow (de) et de sa femme Émilie, née Comtesse zu Rantzau (1834–1905). Elle est née dans le château à l'extérieur de Husum. Son frère Ernst Reventlow est officier de marine, écrivain, journaliste et nationaliste allemand et plus tard politicien national-socialiste.
La famille fréquente l'écrivain Theodor Storm et la famille de Ferdinand Tönnies, qui a cofondé la sociologie en Allemagne.
Dans son roman autobiographique, Ellen Olestjerne (1903), Fanny Reventlow décrit l'éducation stricte pour devenir une Höhere Tochter (de) (fille "supérieure" issue de famille aristocrate) et une jeune demoiselle qu'elle reçoit de sa famille et de son pensionnat pour jeunes filles Magdalenenstift (Altenburg) (de), en Thuringe, dont elle est exclue pour ne « pas freiner la turbulence ». Après la retraite de son père, la famille déménage à Lübeck en 1889.

### Années étudiantes
En 1890, Fanny zu Reventlow défie l'autorité parentale et s'inscrit à une formation d'enseignant, qu'elle achève en 1892 ce qui lui permet d'enseigner dans les collèges et lycées pour filles. La formation professionnelle est extrêmement inhabituelle pour une jeune femme noble à l'époque.
Grâce à son cercle d'amis, réuni sous le nom de « Ibsen Club » et « entourée d'une aura de mystère et de scandale », elle s'est familiarisée très tôt avec la littérature moderne et socialement critique ainsi que les écrits de Nietzsche. Lorsque ses parents découvrent l'échange secret de lettres d'amour avec leur ami de Lübeck Emanuel Fehling (1873–1932) en 1892, elle est placée dans la famille d'un pasteur à la campagne, à Adelby près de Flensburg, pour « aller mieux ». De là, elle fuit chez des amis à Hambourg en 1893 et se fâche définitivement avec sa famille. Elle n'est pas autorisée à rendre visite à son père qui meurt dans l'année.

### Vie de bohème

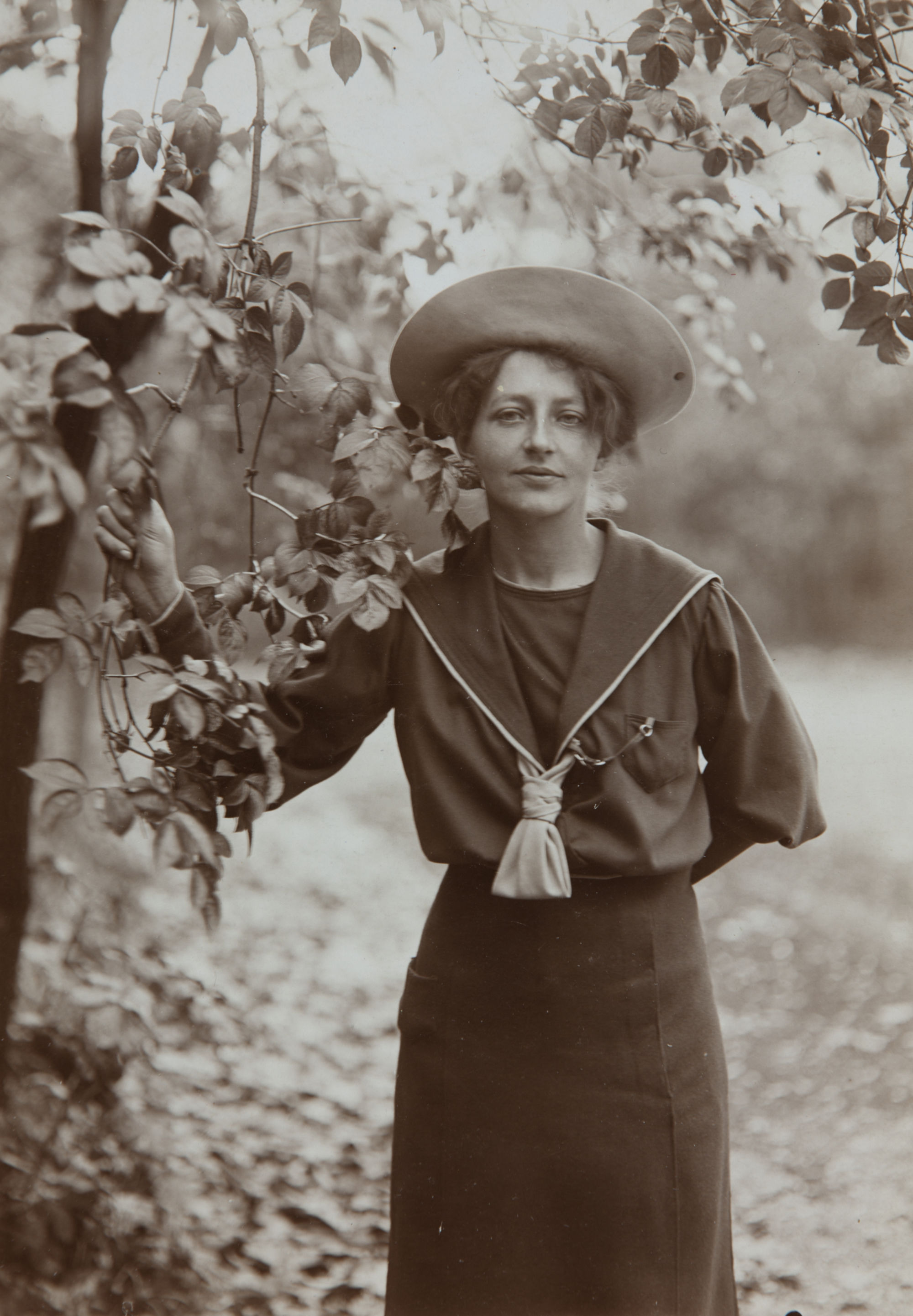
Fanny zu Reventlow par Philipp Kester (1905).

À Hambourg, Fanny zu Reventlow rencontre son futur fiancé, l'évaluateur du tribunal de Hambourg, Walter Lübke (1861-1930) (de), qui finance ses études d'étudiante à Munich à l'école de peinture d'Anton Ažbe l'été de la même année. Ils se marient en 1894. Elle apprend également le chant de Charlotte Lachs (en) .
Ce mariage s'avère être un tremplin vers la liberté. Lorsqu'elle retourne à Munich en 1895 pour poursuivre ses études de peinture, le mariage se finit (séparation en 1895 puis divorce en 1897). Fanny zu Reventlow mène ensuite une vie de bohème indépendante, en dépit des difficultés financières constantes, de la maladie et de plusieurs fausses couches. Elle méprise l'armée, la bureaucratie, l'aristocratie, l'esprit nationaliste wilhelminien qui croit à l'argent et au progrès, auxquels son frère Ernst est d'ailleurs attaché, ainsi que l'éducation des jeunes femmes à devenir des Höhere Tochter (de).
Le 1er septembre 1897, son fils Rolf (mort le 12 janvier 1981 à Munich) naît et elle lui cache le nom de son père toute sa vie,. Fanny zu Reventlow gagne sa vie en partie grâce à des traductions littéraires pour l'Albert Langen Verlag et pour des œuvres littéraires plus petites pour des magazines et des quotidiens (par exemple pour Die Gesellschaft, Simplicissimus, Neue Deutsche Rundschau, Frankfurter Zeitung, Münchner Neueste Nachrichten). Après quelques cours de théâtre en 1898, elle a un bref rôle au Staatstheater am Gärtnerplatz de Munich et joue de temps en temps pour l'Association académique et dramatique du jeune Otto Falckenberg. En parallèle, elle a fait des petits boulots tels que prostituée, secrétaire, assistante-cuisinière, agent d'assurance, hôtesse de salon, peintre sur verre,. Elle doit beaucoup de ses revenus aux Schnorrer et à ses connaissances masculines.
Ses expériences avec la scène artistique munichoise - notamment avec le « groupe cosmique » de Karl Wolfskehl, Ludwig Klages et Alfred Schuler (de), sont évoquées dans les notes de Herrn Dames Aufzeichnungen, son roman clé humoristique. Il la considère comme une « madone païenn e» et « la renaissance des anciens hétaires » à cause de son enfant illégitime et de sa permissivité érotique. Elle est également en contact avec Oscar A. H. Schmitz, Theodor Lessing, Friedrich Huch, Erich Mühsam, Oskar Panizza, Rainer Maria Rilke, Marianne von Werefkin, Alexej von Jawlensky (dont elle fréquente l'école de peinture en 1906), Frank Wedekind et de nombreux autres représentants du « Modernisme de Munich ». Avec son fils Rolf, elle voyage à Samos (en 1900 avec Albert Hentschel), en Italie (1904, 1907) et à Corfou (1906, 1907).

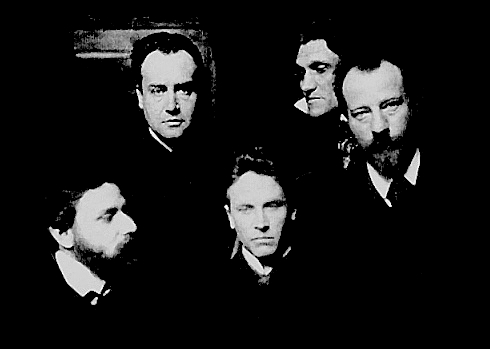
Le groupe cosmique (de g. à d.) : Karl Wolfskehl, Alfred Schuler, Ludwig Klages, Stefan George, Albert Verwey.

### Départ de Munich
En octobre 1910, Fanny zu Reventlow quitte Munich et vit à Ascona sur le lac Majeur, où ses « romans de Schwabinger » sont écrits. En 1911, elle contracte un mariage blanc avec le baron du Kurland Alexander von Rechenberg-Linten, dont l'héritage dépendait d'un mariage conforme à son statut. Cependant, il perd, en 1914, 20 000 deutsche marksacquis dans un krach bancaire. Dans ce contexte, elle correspond en 1914 avec le couple marié Friedel et Friedrich Kitzinger qui est avocat. En 1916, elle s'installe à Muralto sur le lac Majeur, à quelques kilomètres d'Ascona.
Fanny zu Reventlow meurt le 26 juillet 1918 à l'âge de quarante-sept ans dans une clinique de Locarno des suites d'une chute de vélo. L'oraison funèbre est prononcée par l'écrivain Emil Ludwig. Sa tombe se trouve dans le cimetière de l'église Santa Maria in Selva à Locarno.

## Œuvres

### Caractérisation
Si les ambitions artistiques réelles de Reventlow dans la peinture n'ont conduit à aucune œuvre remarquable, elle laisse derrière elle un exemple unique de littérature humoristique et satirique et un précieux témoignage historico-culturel de la vie de bohème de Schwabing à travers ses activités d'écriture secondaire. Ses romans et nouvelles sont publiés et lus à ce jour.
Son premier roman autobiographique, Ellen Olestjerne (1903), peut encore être considéré comme des confessions et un livre de découverte de soi basé sur un modèle typique de l'époque (cf. par exemple Gabriele Reuter Aus guter Familie 1895). Elle l'écrit sur la suggestion (et on pourrait presque dire : sous la surveillance) de Ludwig Klages comme une sorte de billet pour le cercle des « libérés » (comme on appelait à l'époque les Bohémiens de Munich). Elle utilise des extraits de son journal intime et de ses lettres d'amour avec Fehling lors de sa jeunesse à Lübeck. Plus tard, cependant, elle se distance de son premier travail - et dès 1904 du « groupe cosmique » dans Schwabinger Beobachter.
Avec ses romans et ses histoires des années 1910, elle entre dans un nouveau domaine. Le style de conversation humoristique et artificiellement facile utilisé est traduit dans plus de quarante romans pour la plupart français (y compris de Marcel Prévost) et les blagues qu'elle écrit pour cinq Marks par pièce pour le magazine satirique Simplicissimus. Dans Amouresken Von Paul zu Pedro (1912), elle met en place un type de théorie des rencontres érotiques dans le style bohème sous la forme d'une lettre roman à la façon des Liaisons Dangereuses. Son livre le plus célèbre est le roman clé Herrn Dames Aufzeichnungen oder Begebenheiten aus einem merkwürdigen Stadtteil (1913), dans lequel les disputes entre les «fractions» en désintégration du cercle cosmique sont ironiquement contrecarrées par le pathétique d'un rapport révolutionnaire. Le roman tire son potentiel humoristique principalement de la position de narrateur artificiellement naïve d'un observateur neutre « Herr Dame » (derrière se cache le futur psychiatre de Heidelberg Hans Walter Gruhle), comparable à celui du Chat Murr. Enfin, dans Der Geldkomplex (1916) - selon la page de titre «Dédié à mes créanciers» - Reventlow fournit (encore sous forme de lettre) une réflexion vacillante et comique sur la dimension pécuniaire de la vie bohème et en même temps une parodie de la psychanalyse. Des histoires plus petites du genre Schwabing sont apparues en 1917 sous le titre Das Logierhaus zur Schwankenden Weltkugel und andere Novellen dans la série « Langens Markbücher ».
Dans le dernier roman de Reventlow, Der Selbstmordverein, malgré toute l'ironie, un trait mélancolique est perceptible, qui correspond à une humeur plus générale de l'époque d'avant la Première Guerre mondiale, lorsque les anciens cercles bohèmes de Munich et de Berlin se sont de plus en plus transformés en cercles sectaires réformateurs dans des zones en retrait (Monte Verità) ou connu pour leur action politique (République des conseils). Le roman est resté inachevé (édité sous forme de fragment en 1925).
Dans son livre Zarastro (1921), Annette Kolb raconte une rencontre avec Fanny zu Reventlow un an avant sa mort en mai 1917:

« Son cynisme ne connaissait pas de limites, mais toujours avec grâce. Elle ne voulait rien savoir de plus sur l'écriture [...]. J'ai parlé de ses écrits, et qu'aucun livre de ce calibre léger n'avait été écrit dans une qualité similaire, si pâle, si moqueur, si spirituel. Mais elle secoua la tête: c'était trop difficile. »

### Postérité
Fanny zu Reventlow utilise beaucoup de matériel autobiographique non seulement dans Ellen Olestjerne, mais aussi dans ses œuvres ultérieures, ce qui a conduit au fait que parfois tout ce qui apparaît dans ses textes littéraires est également transféré dans sa biographie. Par exemple, sur la base de l'histoire Das gräfliche Milchgeschäft, on a supposé qu'elle travaillait aussi parfois comme vendeuse de lait - mais il n'y a aucune preuve à ce sujet. Une anecdote sur « l'investissement » de Reventlow dans une entreprise laitière et son échec en tant que marchande de lait après seulement quelques semaines peut être trouvée dans l'autobiographie de Korfiz Holm (de).
L'intérêt continu pour Fanny zu Reventlow réside donc non seulement dans son œuvre littéraire, mais aussi en grande partie dans sa personne et sa biographie, en particulier ses diverses amours (parmi tant d'autres avec Ludwig Klages, Karl Wolfskehl, Alfred Frieß, Walter Strich, le frère de Fritz Strich (de) et Günther von Pechmann (de)). En tant que «comtesse Schwabinger», elle est entrée dans l'histoire du modernisme munichois. Son appartement partagé avec son ami Bohdan von Suchocki et Franz Hessel, le «financier» du groupe, est devenu célèbre en 1903-1906 à l'angle de la Kaulbachstrasse (de) (la maison n'y est plus).
Dans les années 1970/80, Fanny zu Reventlow est décrite une icône de la révolution sexuelle et de l'émancipation des femmes en raison d'une vie non conventionnelle pour son époque. Fanny zu Reventlow elle-même s'est exprimée assez lointainement et avec cynisme sur le mouvement des femmes de son temps, bien qu'elle ait entretenu des relations amicales avec certains de ses représentants (comme Anita Augspurg et Helene Böhlau (en)). Fanny zu Reventlow explique que les féministes ardentes, qu'elle qualifie de «viragos», nuisent aux femmes en tentant d'effacer ou de nier les différences naturelles entre les hommes et les femmes. Elle soutient que la liberté sexuelle et l'abolition de l'institution du mariage sont les meilleurs moyens par lesquels les femmes peuvent espérer atteindre un statut social plus égal à celui des hommes.
Ce n'est que récemment qu'il y a eu un regain d'intérêt pour ses œuvres littéraires et pour une véritable biographie de la « Comtesse Schwabing » qui est maintenant presque enterrée derrière l'histoire du modernisme littéraire et des sociétés bohèmes de Munich et de Berlin traitée de façon hagiographique.

### Chronologie des œuvres
Le culte de la personnalité autour de Fanny zu Reventlow est façonné principalement par les activités d'édition de sa belle-fille Else Reventlow. En 1925, elle publie une édition de travail en un volume qui - sous une forme abrégée, anonyme et littéraire, mais malheureusement aussi avec de nombreuses omissions, erreurs de lecture et falsifications - contenait le journal intime de Fanny zu Reventlow. Une édition de ses lettres suivit en 1928.
Ces premières publications des écrits autobiographiques sont réédités en 1971-80, bien qu'elles aient été révisées et complétées, mais toujours pas fidèles à l'original. Certaines considérations pour les personnes vivant encore vers 1925/28 ne sont plus applicables et les anonymisations pourraient donc être inversées. La conception fictionnelle du journal (par exemple au moyen de titres de chapitre) et sa conception inadéquate du texte (omissions, etc.) sont conservées.
Encore une fois sans comparaison avec les manuscrits, cette version du journal a finalement été incluse dans l'édition 2004 de l'ouvrage en cinq volumes. Les lettres n'ont été relues que partiellement pour cette édition et leur texte a été révisé. L'œuvre autobiographique la plus importante, le journal de Fanny zu Reventlow, n'est authentiquement édité qu'en 2006.
Le travail de Fanny zu Reventlow se trouve dans les archives littéraires « Monacensia (de)» de la bibliothèque municipale de Munich.

## Publications
- Ellen Olestjerne (1903)
- Herrn Dames Aufzeichnungen  (1913)

### Traductions en français
- par Marcel Prévost :
  - Starke Frauen (Les Vierges fortes). Langen, München 1900.
  - Unter uns Mädchen (Lettres de femmes). Langen, München 1900.
  - Die Fürstin von Ermingen (La Princesse d’Erminge). Langen 1905.
  - Liebesbeichte (La Confession d’un amant). Langen, München 1908.
  - Lea. Langen, München 1909.
  - Die junge Frau (Lettres à Françoise mariée). Langen, München 1909.
- par Guy de Maupassant :
  - Das Brillanthalsband und andere Novellen. Langen, München 1898.
  - Schwarz – Braun – Blond. Langen, München 1898.

- Autres traductions : 
  - Franziska  zu Reventlow, Le Complexe de l'argent, traduit par Catherine Métais-Bührendt, Éditions Allia, Paris, 2021